# Andressa de Morais
Andressa Oliveira de Morais (João Pessoa, 21 de diciembre de 1990) es una atleta brasileña especialista en la disciplina de lanzamiento de disco.
A nivel iberoamericano ganó la medalla de oro en su disciplina durante el XV Campeonato Iberoamericano de Atletismo de 2012 realizado en Barquisimeto, Venezuela. Fue en esta instancia donde el 10 de junio de 2012, y con un total de 64,21 m, marcó la actual plusmarca sudamericana en lanzamiento de disco.
Por otro lado, en el ámbito sudamericano recibió la presea dorada en el lanzamiento de disco para el Campeonato Sudamericano de Atletismo realizado en Buenos Aires 2011. En la categoría sub-23 de este mismo torneo ganó la medalla de plata en Lima 2008 y en Medellín 2010 en la misma especialidad; mientras que en este último campeonato, recibió la medalla de oro en lanzamiento de martillo.
Ha representado a su país en varios eventos deportivos internacionales, entre ellos el Campeonato Mundial de Atletismo de 2011 en Daegu, los Juegos Panamericanos de 2011 en Guadalajara y los Juegos Olímpicos de Londres 2012. Por otro lado, y mientras era juvenil, fue campeona panamericana en lanzamiento de disco y subcampeona en lanzamiento de martillo.